# نهج الصباغين

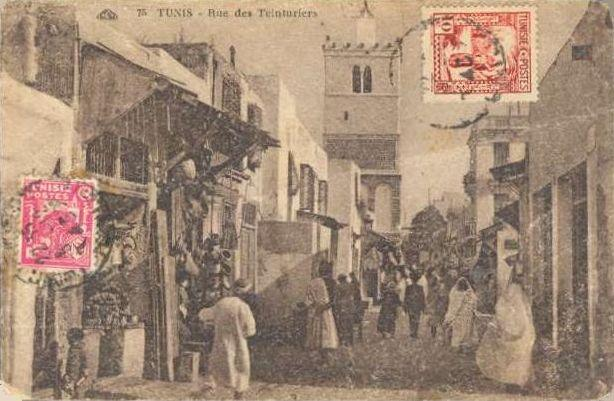
نهج الصباغين قبل عام 1940

نهج الصباغين هو أحد أهم أنهج مدينة تونس العتيقة، وهو في نفس الوقت أحد أسواقها.

## موقعه
سمي هذا النهج بالصباغين نسبة إلى صناعة الصباغة إذ كانت تتم فيه صباغة الصوف والقطن والحرير ، وقد أقيمت هذه الصناعة على بئر كانت هناك  وبما أن الصباغة كانت تعتبر من الصناعات الملوثة مثل الدباغة وغيرها، فقد احتلت موقعا هامشيا بالنسبة لقلب المدينة العتيقة، وبالفعل فإن نهج الصباغين يوجد بالجهة الجنوبية الشرقية منها، ويعتبر امتدادا لسوق البلاط، كما يمكن النفاذ إليه عن طريق ساحة باب الجزيرة.

## تاريخه
في مستوى الزاوية التي يشكلها هذا النهج مع نهج المطيهرة، نجد خلوة سيدي أبي الحسن الشاذلي المتوفى عام 353 هـ- 964 م وهي الدار التي كان يسكنها وقد اتخذت مسجدا. ووجودها يدل ولا شك على مدى قدم هذا النهج، ومما يدعم ذلك أيضا وجود حمام الصباغين المسمى أيضا حمام سيدي أبي الحسن والذي يعود إلى القرن الحادي عشر للميلاد ، وربما يعود هذا النهج إلى القرن الثاني عشر للميلاد  هذا وقد حظي نهج الصباغين في العهد الحسيني بعناية خاصة، إذ شيد فيه حسين بن علي الجامع المعروف باسم الجامع الجديد والمدرسة التابعة له والتي خصصت للطلبة الزيتونيين. وقد وقع تعضيدها بمدارس أخرى ومن بينها المدرسة الحبيبية الصغرى التي شيدت في عهد محمد الحبيب باي والتي تقع قبالة تلك الخلوة في بداية نهج المطيهرة . كذلك كان سكان نهج الصباغين يستسقون من الحنفيات العمومية التي أنشأها محمد الصادق باي عام 1861 بعدد من الأنهج والأزقة بالعاصمة. سكن بهذا البعض من أفراد العائلة الإيطالية، وقد أسسوا فيه في عام 1887 أول مستوصف يحمل اسم القديسة مرغريتا Infermeria Santa Margherita لمعالجة الفقراء منهم 

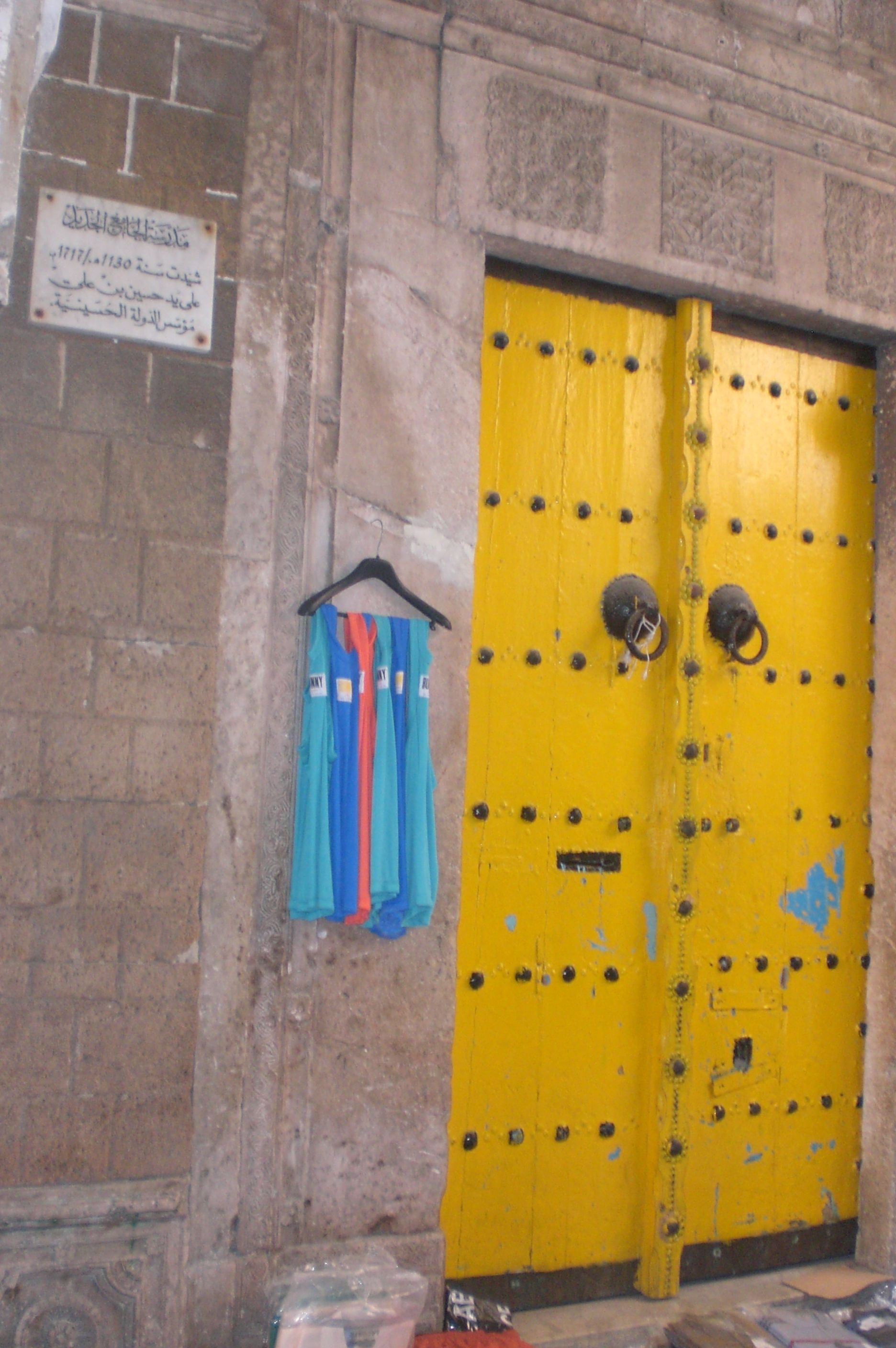
مدرسة الجامع الجديد بنهج الصباغين

## سوق
تفتح على نهج الصباغين الدكاكين التجارية التي تروج مختلف البضائع، وخاصة منها الملابس المختلفة والأحذية بالإضافة إلى الأسماك واللحوم، كما توجد به بعض الدكاكين لبيع النباتات الطبية والتي اختص بها سوق البلاط القريب.

## إشارات مرجعية
1. ↑  Paul Sebag, Tunis: histoire d'une ville, L'Harmattan, Paris 1998, pp. 366-367
2. 1 2  دليل سياحي نسخة محفوظة 24 يونيو 2017 على موقع واي باك مشين.
3. 1 2  أنهج المدينة العتيقة: تاريخ وحضارة: ملامح قديمة لأنهج مدينة تونس [وصلة مكسورة] نسخة محفوظة 12 نوفمبر 2011 على موقع واي باك مشين.
4. ↑  http://www.qantara-med.org/qantara4/public/show_document.php?do_id=471 نسخة محفوظة 7 يوليو 2010 على موقع واي باك مشين. حمام الصباغين بموقع القنطرة
5. ↑  http://www.hopital-h-thameur.rns.tn/habib_thameur/index.php?option=com_content&task=section&id=36&Itemid=67 نسخة محفوظة 10 مارس 2009 على موقع واي باك مشين. حول مستشفى الحبيب ثامر